# Game of war Fire age
Game of war Fire age（ゲーム・オブ・ウォー ファイヤー・エイジ）は、Elex Wirelessによって開発、運営されているスマートフォン・タブレット向けオンラインストラテジーゲーム。
基本プレイは無料で、ゲーム内アイテムを有料で購入できるフリーミアムモデル。